# Bauma (fiera)

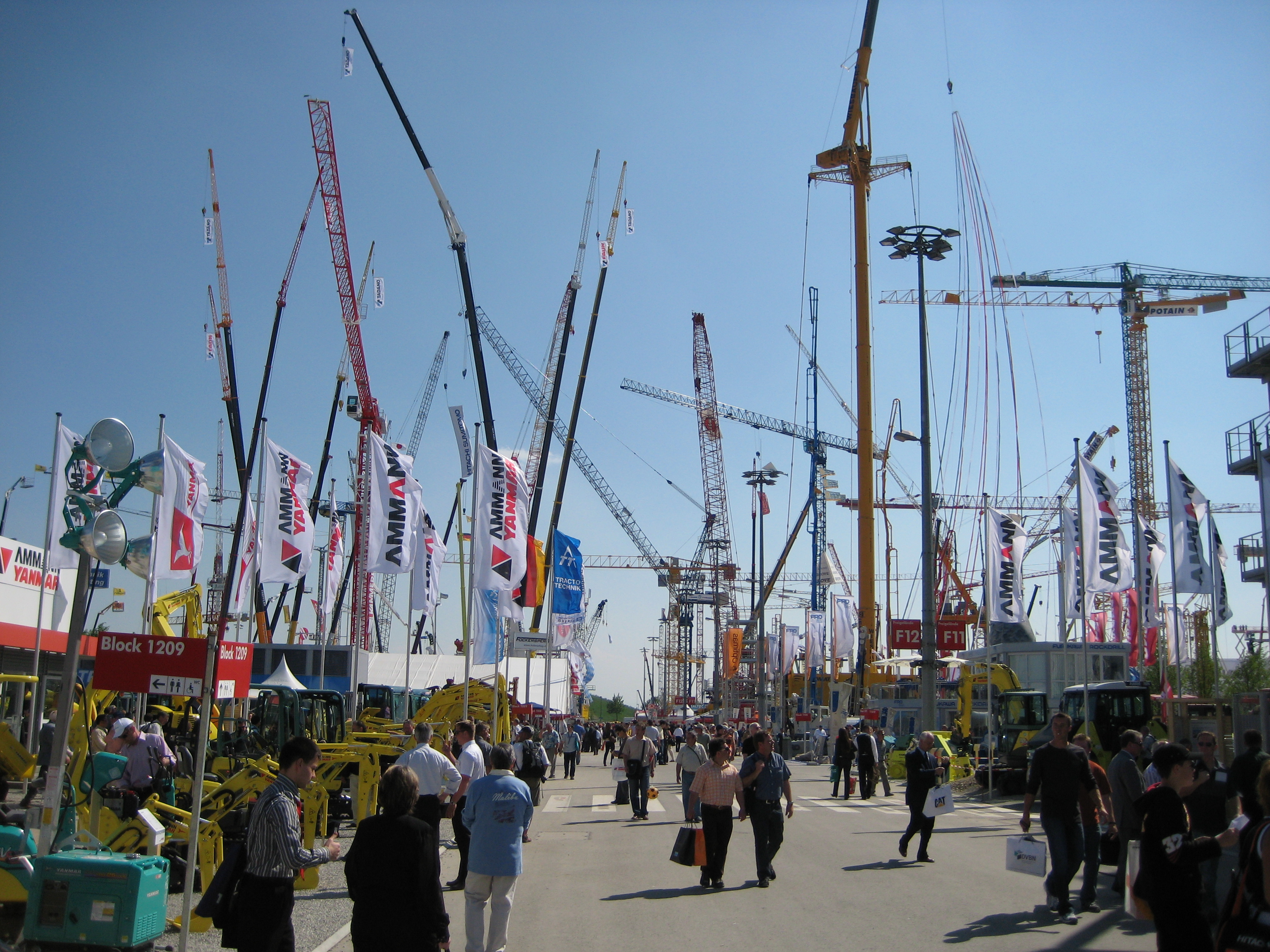
Fiera Bauma (2007)

Il bauma (Fiera internazionale per macchine macchinari da costruzione) è la più grande fiera al mondo dedicata al settore delle costruzioni. La fiera, aperta a tutti, si tiene ogni tre anni in Germania nell'area fieristica di Monaco di Baviera Neue Messe München e dura sette giorni.

## Storia
La prima esposizione ebbe luogo nel 1954 nell'ambito della "Baumusterschau" nel quartiere Theresienhöhe a Monaco di Baviera e fu allora conosciuta come la fiera primaverile per le macchine edili. 58 espositori hanno presentato i loro prodotti su una superficie lorda complessiva di 20.000 m2, attirando circa 8.000 visitatori. Due anni dopo, la superficie espositiva era già raddoppiata e venne introdotto il nome "Bauma", utilizzato ancora oggi. All'inizio la fiera era un'esposizione prettamente tedesca. Nel 1958 presero parte al Bauma i primi espositori internazionali.
A causa del boom edilizio lo spazio espositivo diventò ben presto troppo piccolo e la fiera fu trasferita per la prima volta. Nel 1962, il Bauma aprì i battenti nell'area dell'ex aeroporto di Oberwiesenfeld, offrendo 100.000 m² di spazio in più per oltre 450 espositori. Ma i giorni della nuova sede erano già contati: su questo sito venne creato il Parco Olimpico, poiché i Giochi Olimpici del 1972 erano stati assegnati a Monaco di Baviera. Nel 1967 la fiera ritornò quindi a Theresienhöhe, dove rimase per decenni.
Nel 1967, la Bauma passò dalla proprietà privata al portafoglio della Messe München e nel 1969 fu organizzata la prima Bauma sotto la guida della Messe München. Nonostante il successo iniziale, la Bauma conobbe poi una crescita senza pari: l'assegnazione dei Giochi olimpici trasformò Monaco nel più grande cantiere d'Europa e portò al settore edile una situazione degli ordini senza precedenti.

## Numeri
In termini di spazio espositivo, Bauma è la più grande fiera del settore  ed una delle più grandi fiere espositive al mondo.

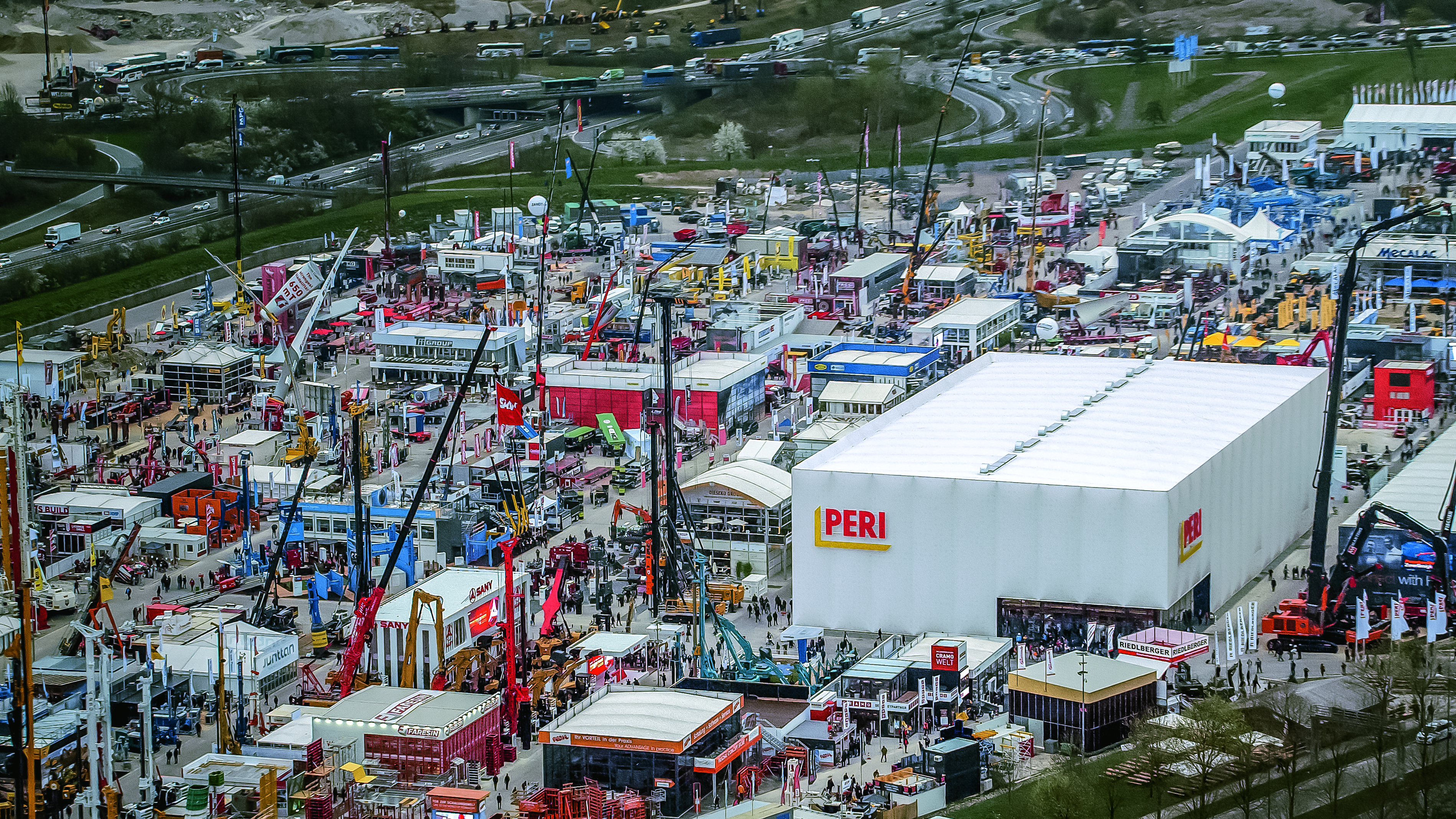
Bauma 2019, Monaco di Baviera

L'ultima edizione del Bauma, tenutasi nel 2022 ha fatto registrare numeri impressionanti: circa 3.200 espositori provenienti da 60 Paesi e più di 495.000 visitatori di 200 nazioni.

## Espositori
Alla fiera espongono sia fornitori tedeschi che internazionali di macchinari e veicoli componentistica per l'edilizia e l'attività mineraria. Numerosi produttori di modelli in scala espongono modelli in scala delle attrezzature edili.